# ラキウラ国立公園
ラキウラ国立公園（Rakiura National Park）は、ニュージーランド・スチュアート島（マオリ語でラキウラ）にある国立公園である。

## 概要

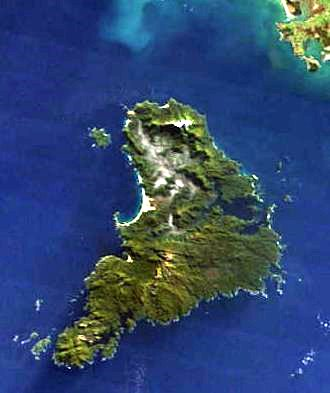
スチュアート島/ラキウラの衛星写真

スチュアート島の面積の約85パーセントを占める。2002年に開設された。ラキウラとは、マオリ語で「空が赤く燃える場所」という意味である。由来は、冬季のオーロラと1年中を通してみることが可能な見事な夕焼けである。
国立公園内には、島の北部にあるスチュアート島の最高峰・アングレム山（標高980メートル）が含まれている。また、島の中部には、全長25キロメートルの河川であるフレッシュウォーター川が流れ、その流域には湿地帯が広がる。島の西部は、衛星写真で見てもわかるとおり、メイソン湾と呼ばれる海に面している滑らかな海岸線であり、ここには砂浜が広がる。
また、国立公園には、スチュアート島に隣接するネイティヴ島、ウルヴァ島、マッドフラット島、アンカレッジ島等を含む。

## 歴史
考古学的調査によると、スチュアート島には、13世紀からマオリが居住していたと考えられている。
ヨーロッパ人が初めて、スチュアート島に到達したのは、1770年のジェームズ・クックの航海を待たなければならない。しかし、クックは、スチュアート島と南島は陸続きであったと考えていた。クックの本国への報告書には、アザラシや鯨の宝庫であると伝えた。1818年、スチュアート島の周りにある小島のコッドフィッシュ島にヨーロッパ人が定住を開始した。
ヨーロッパ人の活動は、1826年に造船所の建設が開始された。この年は、スチュアート島で金や錫の採鉱、漁業が本格化する年となった。1864年には、スチュアート島のマオリから10,000ヘクタールの土地を買収するなど、スチュアート島の開発は本格化したが、徐々に、島の開発の中心はオーバンとなった。例えば、フレッシュウォーター川河口の地区であるパターソン・インレットには、1872年に建設された郵便局は、1923年に閉鎖された。また、スチュアート島に建設された主要農場の1つは、島西部のメイソン・ベイに建設されたが、こちらもまた、閉鎖された。

## 生態系

### 植物相
ラキウラ国立公園の植生の中心は、マキ科の植物である。リムノキ、ポドカルプス・ダクリディオイデス（マオリ語:Kahikatea）、トタラが中心である。
フレッシュウォーター川の湿地帯にも数多くの植物が確認されている。マキ科の森林が生い茂り、その下には、灌木のマヌカが展開する。この湿地帯は、野鳥の生息地となっている。

### 動物相

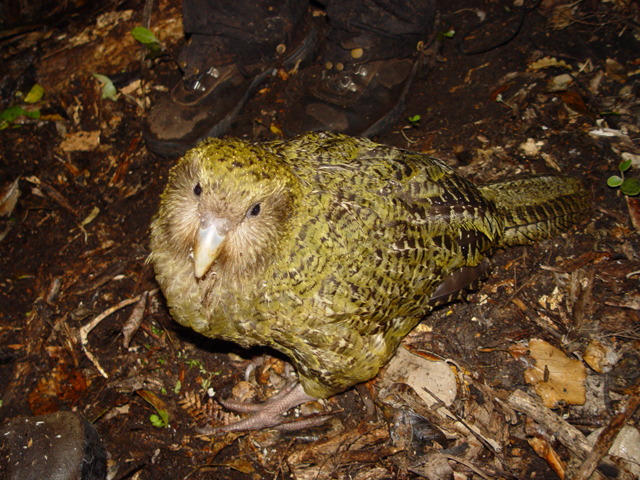
コッドフィッシュ島で飼育されているフクロウオウム（カカポ）の幼鳥

ラキウラ国立公園では、野鳥の楽園である。キーウィの亜種で、昼間にも出没するスチュアートアイランドキーウィの一大生息地であり、その数は、約2万羽である。また、ラキウラ国立公園は、フクロウオウム（マオリ語でKakapo）最後の生息地となりつつある。フクロウオウムは夜行性の鳥で、キーウィや既に絶滅したモアと同じく飛べない鳥類である。1977年に、ニュージーランド本土以外で、メスのフクロウオウムがスチュアート島で発見されたことで、フクロウオウムの保護政策が本格化した。ネコなどの害獣からの捕食を防ぐために、フクロウオウムは、スチュアート島沖合いのコッドフィッシュ島へと移された。
キーウィやフクロウオウム以外では、アオハシインコをはじめとするパラキート（マオリ語でkākāriki）、ニュージーランドバト（マオリ語でkererū）、エリマキミツスイ（マオリ語でtūī）、ニュージーランドミツスイ（マオリ語でkorimako）、ニュージーランドヒタキ（マオリ語でmiromiro）、ニュージーランドクイナ（マオリ語でweka）、ニュージーランドコマヒタキ（マオリ語でkakaruai）、シダセッカ（マオリ語でmātā）、カカ（マオリ語でkākā）、セアカホオダレムクドリの生息地でもある。ニュージーランドチドリ、ハジロシロハラミズナギドリなども訪れることがある。
フレッシュウォーター川河口に位置するパターソン・インレットは、ダイビングポイントとして知られているが、ニュージーランドでは有数の海草の生育地区であると同時に、貝類や腕足動物の生息地でもある。

## アクティビティ
トレッキング（ニュージーランド英語でトランピング）をラキウラ国立公園でも楽しむことができる。スチュアート島の舗装道路は、25キロメートルに過ぎないのに対して、トレッキングコースの総延長は245キロメートルに達する。
ニュージーランド国内に9ヶ所あるニュージーランド・グレート・ウォークスの1つで全長32キロメートルのラキウラ・トラックをはじめとし、スチュアート島北西部を縦走する全長125キロメートルのノース・ウェスト・サーキットやスチュアート島南部を縦走する全長71.5キロメートルのサザン・サーキットがある。国立公園内には、以上の本格的なトレッキングコース以外にも、行程30分から2時間程度の短いトレッキングコースも複数、整備されている。また、スチュアート島外では、ウルヴァ島にも短い距離のトレッキングコースがある。
それ以外のアクティビティは、ダイビングやシュノーケリングを楽しむことができる。主なダイビングポイントは、パターソン・インレットやウルヴァ島である。